# 9040 Flacourtia
9040 Flacourtia eller 1991 BH1 är en asteroid i huvudbältet som upptäcktes den 18 januari 1991 av den belgiske astronomen Eric W. Elst vid Haute-Provence-observatoriet. Den är uppkallad efter växten Flacourtia.